# Dominika na Letních olympijských hrách 2024
Dominika se účastnila Letních olympijských her 2024 v Paříži, které se konaly od 26. července do 11. srpna 2024.
Zemi reprezentovali 4 sportovci, 2 muži a 2 ženy, ve 2 sportech.
Historicky první medaili a první zlatou medaili své země získala atletka Thea LaFondová v trojskoku žen.

## Medailisté
| Medaile | Jméno          | Sport    | Disciplína   | Datum dosažení |
| ------- | -------------- | -------- | ------------ | -------------- |
| Zlato   | Thea LaFondová | Atletika | Trojskok žen | 3. srpna       |

## Atletika

### Běžecké a chodecké disciplíny

#### Muži
| Sportovec    | Disciplína | Rozběh   | Rozběh | Opravy     | Opravy | Semifinále  | Semifinále  | Finále      | Finále      |
| Sportovec    | Disciplína | Výsledek | Pořadí | Výsledek   | Pořadí | Výsledek    | Pořadí      | Výsledek    | Pořadí      |
| ------------ | ---------- | -------- | ------ | ---------- | ------ | ----------- | ----------- | ----------- | ----------- |
| Dennick Luke | 800 m      | 1:47,54  | 8.     | 1:46,81 NR | 6.     | nepostoupil | nepostoupil | nepostoupil | nepostoupil |

### Hody, vrhy, skoky

#### Ženy
| Sportovec      | Disciplína   | Kvalifikace | Kvalifikace | Finále   | Finále                   |
| Sportovec      | Disciplína   | Výsledek    | Pořadí      | Výsledek | Pořadí                   |
| -------------- | ------------ | ----------- | ----------- | -------- | ------------------------ |
| Thea LaFondová | Trojskok žen | 14,35       | 7. Q        | 15,02    | Zlatá olympijská medaile |

## Plavání

### Muži
| Sportovec       | Disciplína        | Rozplavba | Rozplavba | Semifinále  | Semifinále  | Finále      | Finále      |
| Sportovec       | Disciplína        | Čas       | Pořadí    | Čas         | Pořadí      | Čas         | Pořadí      |
| --------------- | ----------------- | --------- | --------- | ----------- | ----------- | ----------- | ----------- |
| Warren Lawrence | 50 m volný způsob | 24,67     | 52.       | nepostoupil | nepostoupil | nepostoupil | nepostoupil |

### Ženy
| Sportovec            | Disciplína        | Rozplavba | Rozplavba | Semifinále   | Semifinále   | Finále       | Finále       |
| Sportovec            | Disciplína        | Čas       | Pořadí    | Čas          | Pořadí       | Čas          | Pořadí       |
| -------------------- | ----------------- | --------- | --------- | ------------ | ------------ | ------------ | ------------ |
| Jasmine Schofieldová | 50 m volný způsob | 29,91     | 60.       | nepostoupila | nepostoupila | nepostoupila | nepostoupila |